# Maria Josepa Pignatelli i d'Aimeric
Maria Josepa Pignatelli i d'Aimeric   (Alcúdia, 26 de juliol de 1689 - Viena, 1 de març de 1755), també coneguda com a Maria Anna Josepa de Pignatelli i Aimeric, fou una noble austriacista valenciana.

## Biografia
Va néixer a L'Alcúdia l'any 1689. Era filla de Domenico Pignatelli i Vagher, primer marquès de Sant Vicenç, d'origen napolità i establert a Barcelona a mitjans del segle xvii. Fou molt apreciat per Carles II de Castella i ocupà els càrrecs de virrei de Navarra i capità general de Galícia. La seva mare, la barcelonina Anna Maria d'Aimeric i Cruïlles de Santapau i Argençola, era la primogènita del marquès d'Aimeric, diputat militar de la Generalitat.
El juny de 1705, els catalans signaren el Pacte de Gènova amb la reina d'Anglaterra, la qual cosa comportà la incorporació oficial del Principat a l'Aliança en el marc de la Guerra de Successió. Al llarg d'aquest estiu es produí el desembarcament aliat a Barcelona, la capitulació del virrei Velasco i, a l'octubre, la proclamació de l'Arxiduc Carles com a rei. L'abril de 1706 el Borbó intentà recuperar la ciutat infructuosament. Mentrestant, durant aquest setge borbònic, l'Arxiduc i el seu seguici es van refugiar en el convent de Sant Pere de les Puel·les. Allí coincidiren amb els nobles austriacistes barcelonins que li donaren suport, entre ells els germans Pignatelli (Maria Anna Josepa i Anton) i el seu oncle Anton de Peguera i Aimeric. D'acompanyants reials hi havia el príncep Antoni Florià de Liechtenstein, preceptor de Carles, i el seu nebot, Miquel Joan de Liechtenstein, tercer comte d'Althann. En aquest context, Althann i Maria Anna Josepa es van conèixer i al cap de poc, ennoviar. Si l'any 1708 se celebrà el casament de Carles amb Elisabet Cristina de Brünswick, l'any següent tingué lloc el del comte alemany amb la Pignatelli.
L'any 1711, quan morí el germà de l'arxiduc (Josep), aquest va haver d'assumir el tron austríac i l'Imperi. En el decurs de la seva partença l'acompanyaren els Liechtenstein i tots aquells que formaven part de l'entorn més proper del futur emperador Carles VI. A Viena, els Althann i els Pignatelli continuaren gaudint del favoritisme imperial. Eren gairebé dels pocs que aconseguien veure diàriament a Carles, pel seu caràcter introvertit, a banda del secretari d'Estat Ramon Vilana. El fet que Althann i la seva muller hi tinguessin accés directe provocà tota mena de comentaris sobre el matrimoni, tant per part de les elits austríaques com dels exiliats austriacistes catalans i espanyols, refugiats a Viena, després del Tractat d'Utrecht (1713). La mort del comte (1722) va ser molt sentida per l'emperador. Aquest arribà a declarar que l'havia «estimat profundament durant dinou anys de Pignatelli i Aymerich». Alguns creuen que l'expressió denota l'existència d'una presumpta relació homosexual entre tots dos. Per altra part, la vídua d'Althann, després de la pèrdua del seu marit, mantingué la confiança de l'emperador i fins i tot la relació es reforçà, per la qual cosa molts han arribat a considerar-la com la seva possible amant. En el seu palau vienès de La Favorita es feien tertúlies a les quals, regularment, assistia Carles VI mateix. Es quedà sempre a Viena, amb els seus tres fills, el seu germà Anton (príncep del Sacre Imperi) i la seva cunyada Francesca Pinelli. A partir de la mort de l'emperador (1740) va perdre prestigi. Va refer la seva vida amb Pietro Metastasio, escriptor i compositor. Sembla que la comtessa d'Althann s'hi va casar, en secret, encara que, oficialment no vivien junts, ja que la cantant d'òpera Marianna Bulgarelli (La Romanina), antiga amiga i mecenes de Metastasio, no aprovava la relació i li retreia públicament a l'artista que l'hagués abandonada per la comtessa.